# Дарія Таланова
Дарія Таланова (8 грудня 1995) — киргизька плавчиня.
Учасниця Олімпійських Ігор 2012, 2016 років.